# سده ۳۲ (پیش از میلاد)
(سده سی‌وسوم پ.م. - سده سی‌ودوم پیش از میلاد مسیح - سده سی‌ویکم پ.م. - سده‌های دیگر)
قرن ۳۲ پیش از میلاد، قرنی بود که از سال ۳۲۰۰ پیش از میلاد تا ۳۱۰۱ پیش از میلاد ادامه داشت.

## رخدادها
- گورستان وارنا:کهنترین طلای جهان در نزدیکی دریاچه وارنا یافت شده‌است.
- مالت:ساخت نیایشگاه سنگی هاجاریم؛ دوره تارکسین و اوج ساخت نیایشگاه‌های سنگی
- حدود ۳۱۹۵–۳۱۶۵ پیش از میلاد؟: شاه ایری حور از آبیدوس بر بیشتر مصر سلطنت می‌کند.[۱]
- حدود ۳۱۶۵–۳۱۴۱ پیش از میلاد: سلطنت پادشاه کا در مصر باستان.[۲]
- حدود ۳۱۳۸ پیش از میلاد: چرخ باتلاق‌های لیوبلیانا یک چرخ چوبی است که در باتلاق لیوبلیانا در اسلوونی پیدا شد.[۳]آزمایش‌های رادیوکربن نشان داد که قدمت آن تقریباً ۵۱۵۰ سال است، که آن را به قدیمی‌ترین چرخ چوبی کشف‌شده تاکنون تبدیل می‌کند.
- نخستین هیروگلیف شناخته‌شده از مصر باستان
- ۳۱۲۵ (پیش از میلاد)؛ نارمر درگذشت.
- حدود ۳۱۴۱–۳۱۲۱ پیش از میلاد: سلطنت عقرب دوم در مصر علیا.[۲]
- حدود ۳۱۲۱ پیش از میلاد؟: آغاز سلطنت نارمر، اولین فرعونی که مصر باستان را متحد کرد و بنیانگذار سلسله اول.[۴]
- حدود ۳۱۰۰ پیش از میلاد؟: مالت: ساخت معابد مگالیتیک حجر قیم، که هم‌ترازی خورشیدی و هم قمری را نشان می‌دهند. «دوره تارکسیِن» ساخت معابد مگالیتیک به اوج خود می‌رسد.[۵]
- حدود ۳۱۰۰ سال پیش از میلاد؟: سیستم نوشتاری خط میخی سومری[۶]
- حدود ۳۱۰۰ پیش از میلاد؟: آغاز دوره سلسله‌های اولیه مصر، حوروس خدای اصلی مورد پرستش در مصر علیا و نیث خدای اصلی مورد پرستش در مصر سفلی بود.[۷]
- حدود ۳۱۰۰ سال پیش از میلاد؟: اولین ساختمان‌ها در نس برادگار در جزایر اورکنی ساخته شدند.[۸]
- حدود ۳۱۰۰ سال پیش از میلاد؟: مردم نوسنگی در ایرلند، مقبره خورشیدیِ ۲۵۰،۰۰۰ تنی (۲۳۰،۰۰۰ تنی) نیوگرنج را ساختند.[۹]
- کرت:برآمدن تمدن مینوسی
- زیستگاه نوسنگی در اسکارا بری در جزیره اورکنی اسکاتلند ساخته‌شد.
- ساخت ۲۵۰هزار تن سرا با راهروهایی به سوی شرق در دوره نوسنگی در ایرلند
- جنگ کوکوشترا میان پانداواس و کائوراواس در هندوستان
- ۳۱۰۲ (پیش از میلاد)؛ مرگ کریشنا برپایه گواهی‌های اخترشناسانه پس از ۱۲۵ سال زندگی.

## چهره‌های سرشناس
- خنوخ پسر یارد(بر پایه تورات)
- نارمر جانشین سرکت و بنیادگذار دودمان نخست فرمانروایی در مصر باستان

## نوآوری‌ها و یافته‌ها
- ۳۱۰۲ (پیش از میلاد)؛ سال صفر کالی یوگا آغاز گشت.
- ۳۱۰۰ (پیش از میلاد)؛ نخستین مرحله ساخت استون‌هنج آغاز گشت.